# Kány
Kány é um município da Hungria, situado no condado de Borsod-Abaúj-Zemplén. Tem 9,21 km² de área e sua população em 2015 foi estimada em 47 habitantes.